# Adama (film, 2015)
Pour les articles homonymes, voir Adama.
Pour plus de détails, voir Fiche technique et Distribution.
Adama est un film d'animation français réalisé par Simon Rouby, sorti en 2015. Il s'agit d'un conte initiatique relatant le passage à l'âge adulte d'un jeune garçon ouest-africain qui part à la recherche de son frère et découvre la France au moment des combats de la Première Guerre mondiale. Il recourt à une technique d'animation hybride mêlant l'animation en volume et les images de synthèse. Le film est un succès auprès des critiques mais ne parvient pas à trouver son public en salles.

## Synopsis
L'intrigue du film se déroule en 1916. Adama est un adolescent qui a grandi dans un village isolé en Afrique de l'Ouest avec son frère aîné Samba, qu'il admire et adore. En bordure du village s'élèvent des falaises au-delà desquelles s'étend un désert parcouru de vents de sable violents : le Monde des Souffles, royaume des Nassaras, où les anciens du village interdisent d'aller. Le jour du rite de passage à l'âge adulte approche pour Adama et Samba. Mais la nuit venue, Adama surprend Samba dans la case familiale, en train de se préparer à partir. Samba va s'engager dans l'armée, car c'est le seul moyen d'aider financièrement leurs parents en temps de récolte maigre. Le lendemain, tout le monde croit Samba perdu à jamais et les anciens du village défendent à quiconque de partir à sa recherche. Malgré cela, Adama résout de tenter de retrouver son frère. Il s'enfuit à son tour en empruntant les galeries qui traversent les falaises et passe à côté de la parure de bois et de poil du génie initiateur. C'est le début d'un long voyage qui le mène bien plus loin que prévu, jusqu'aux champs de bataille de la Première Guerre mondiale en France. 
Après une périlleuse traversée de la steppe désertique, Adama arrive dans un village portuaire. Là, il apprend que son frère s'est embarqué pour la France avec les nouvelles recrues de l'armée. Alors qu'Adama se trouve en position délicate face aux recruteurs de l'armée, le fou de son village apparaît comme par magie et le tire d'affaire, mais se trouve à son tour recruté. Adama parvient à monter à bord du navire et y retrouve le fou ainsi que d'autres soldats noirs. La fatigue et l'inquiétude l'assaillent pendant le voyage en mer. L'arrivée en France est un spectacle hallucinant : Adama n'a jamais vu autant de navires. Il découvre une ville européenne, radicalement différente de ce qu'il a connu. Le froid le saisit, son village et son frère lui manquent et ses recherches piétinent. Adama rencontre un marin qui lui promet de le conduire jusque dans le Nord. Mais Adama se rend vite compte que le marin l'a arnaqué. Dans la taverne L'Albatros, le jeune garçon s'en prend au marin en l'accusant de lui avoir volé ses dernières pièces. Il est alors remarqué par une serveuse, sœur du marin, qui le prend sous son aile et décide de l'aider. Le marin, à contrecœur d'abord, les suit et se révèle meilleur qu'il n'en avait l'air. Tous deux aident Adama à sauter à bord du train militaire qui part pour Verdun. 
Arrivé à Verdun, Adama se fait passer pour une jeune recrue et s'approche progressivement du champ de bataille. Il se retrouve au côté des "poilus", dans la tranchée, où il tente de retrouver son frère. On lui raconte que Samba fait preuve d'un grand courage et se trouve coincé quelque part dans le no man's land. Le bombardement et la bataille sont une vision apocalyptique. Adama s'avance et parvient à retrouver Samba. Mais tous deux sont mis en grand danger, d'abord par le bombardement et un avion mitrailleur ennemi, puis par les projections de gaz moutarde. Adama, qui n'a pas mis son masque à temps, est intoxiqué et tombe sans connaissance dans les bras de Samba. Comme dans un rêve, Samba tire son frère jusqu'à une anfractuosité rocheuse. Le fou du village réapparaît comme par magie et les invite à s'enfoncer toujours plus loin sous la roche. Ils finissent par déboucher dans les galeries des falaises, jusque dans leur village natal. Dans le couloir rocheux, la parure de génie gardant l'accès au Monde des Souffles comprend désormais un masque à gaz.

## Fiche technique
- Titre : Adama
- Réalisation : Simon Rouby
- Scénario : Simon Rouby et Julien Lilti, d'après une histoire originale de Julien Lilti
- Adaptation et dialogues : Julien Lilti et Simon Rouby, avec la collaboration de Bénédicte Galup
- Direction artistique : Séverine Lathuillière
- Animation : Jeanne Irsenski et Gregory Naud
- Montage : Jean-Baptiste Alazard
- Musique originale : Pablo Pico
- Décors : Alice Dieudonne
- Production : Philippe Aigle, Séverine Lathuillière, Alain Séraphine et Azmina Goulamaly
- Studios de production : Naïa Productions, Pipangaï Production, en coproduction avec France 3 Cinéma et Albatros Films
- Distribution : Océan Films Distribution (France, sortie en salles)
- Pays :  France
- Langue : français
- Durée : 85 minutes
- Format : couleur
- Date de sortie :
  - France :
    - 15 juin 2015 (Festival international du film d'animation d'Annecy)
    - 21 octobre 2015

## Distribution
- Azize Diabaté Abdoulaye : Adama
- Jack Mba : Samba, grand-frère d'Adama
- Pascal N'Zonzi : Abdou
- Oxmo Puccino : Djo
- Mariam Kaba : Aminata
- Emil Abossolo-Mbo : Boubakar
- Alexis Tomassian : Maximin
- Lisa Spurio : Elsa
- Jean-Baptiste Tiemele : Ogotomellli
- Paulin Fodouop : Cissé

- Directrice artisque et de casting : Marie Bureau

## Conception du film

### Concept original et scénario
L'histoire à l'origine du film est conçue par Julien Lilti, qui co-écrit ensuite le scénario avec le réalisateur et animateur Simon Rouby. Tous deux bénéficient de la collaboration de la réalisatrice Bénédicte Galup pour l'adaptation et les dialogues. Julien Lilti et Simon Rouby définissent Adama non pas comme un film historique mais comme « un conte qui se mue en cours de route en récit historique ». 

### Univers sonore
Le travail du compositeur Pablo Pico sur la musique du film commence dès la phase d'écriture du scénario, bien avant les premières images, en collaboration avec le réalisateur et les scénaristes. Tous s'inspirent des documentaires anthropologiques de Jean Rouch. Pablo Pico indique d'être inspiré librement des musiques africaines, sans chercher à donner dans le naturalisme ou à restituer précisément les traditions musicales d'une région : il inclut en revanche des instruments africains dans tous les morceaux de la bande originale, avec toujours au moins une percussion. La scène de cérémonie rituelle ouvrant le film est accompagnée d'une musique composée uniquement de percussions africaines et d'une petite viole monocorde malienne. Pablo Pico s'entoure notamment du percussionniste Nicolas Montazaud, de Mathieu Alvado qui dirige l'orchestre, du créateur sonore Yann Volsy avec lequel il dialogue pour élaborer l'univers sonore du film, et du rappeur Oxmo Puccino qui écrit et compose la chanson du générique de fin, mais intervient aussi en tant qu'acteur de doublage pour la voix de Djo.

### Animation

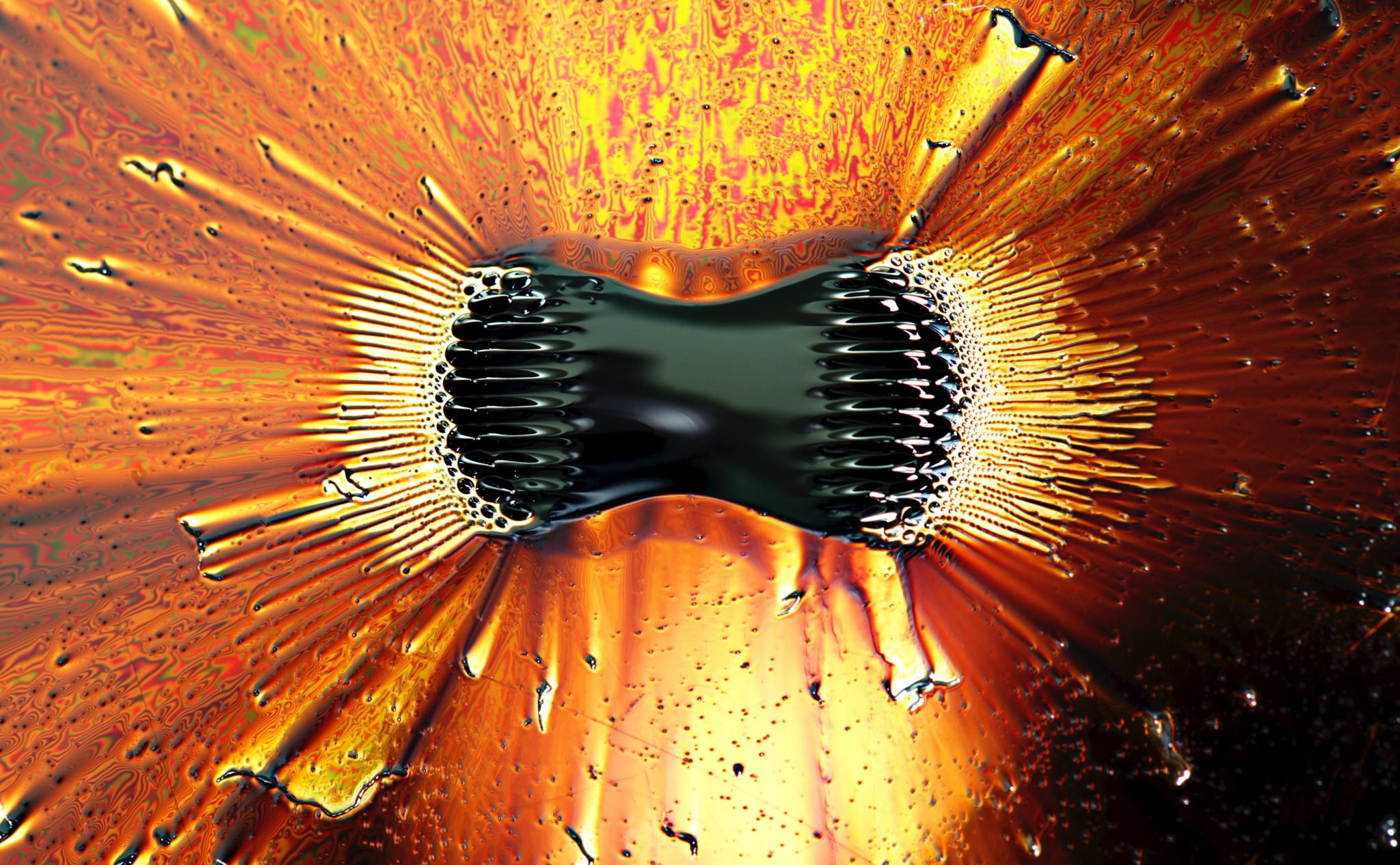
Photo d'un ferrofluide rassemblé près des pôles d'un aimant puissant sous une surface d'huile.

Le film mêle délibérément plusieurs techniques d'animation. Les personnages sont d'abord modelés en terre comme des sculptures puis moulés en plâtre ; ils sont alors scannés à l'aide de lasers, modélisés et animés par ordinateur. Cette technique permet de donner un rendu plus palpable aux modèles que de les créer directement par ordinateur.
Pendant la séquence qui se déroule dans les tranchées de la bataille de Verdun, Adama est témoin d'explosions d'obus qui, à ses yeux, prennent une résonance fantastique en tant que dernière étape de sa quête initiatique. Pour transcrire à l'image cette dimension fantastique, Simon Rouby travaille avec Valentin Bechade et
Antoine Delach sur les ferrofluides, des matières liquides ou particulaires magnétiques dont les mouvements apportent une part d'aléatoire et d'étrangeté aux explosions.

### Production
La production du film dure 5 ans, avec une longue phase de développement préalable avant le début de la fabrication proprement dite du film (l'animation).
Le film est fabriqué intégralement au studio Pipangaï, en France, sur l'île de La Réunion ; c'est un mode de production inhabituel (les tâches sont généralement réparties entre plusieurs studios) qui facilite la tâche à l'équipe du film chargée d'assurer la cohérence du projet. Durant la phase de développement, le studio Pipangaï est entièrement rééquipé pour devenir capable de produire un long métrage. La fabrication du film commence en février 2014 et dure un an. La finalisation du film a lieu à Paris et dure trois mois.

## Sortie

### Accueil critique

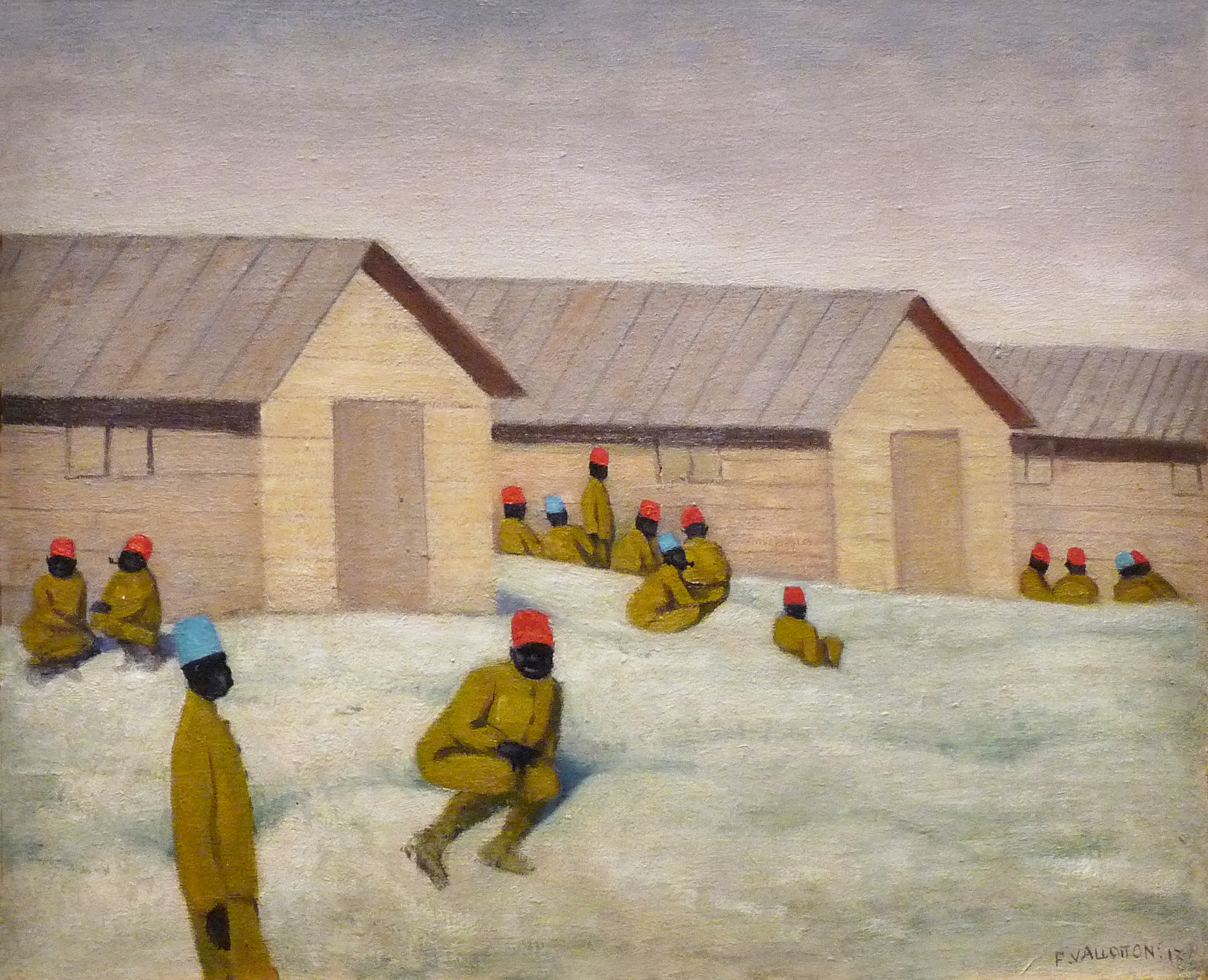
Soldats sénégalais au camp de Mailly, Félix Vallotton, 1917.

Adama reçoit un très bon accueil de la presse française. Dans la revue de cinéma Positif, Bernard Génin juge le film « remarquable » et indique : qu'il ne contient « aucun sentimentalisme, pas une scène tire-larmes, mais une grande sobriété ». Dans le quotidien Le Monde, Noémie Luciani apprécie « l'étonnant métissage technique » à la base du film et lui trouve « une vigueur et une modernité dignes des plus grands films de guerre et des plus vibrants appels à la paix ». Dans le quotidien Le Parisien, Renaud Baronian signe une critique enthousiaste du film, appréciant son histoire « extraordinaire » qui réussit à voir la Première Guerre mondiale par les yeux et les rêves d'un enfant africain, mais aussi son « originalité graphique rare » et sa « bande originale envoûtante », l'ensemble formant « un spectacle d'une beauté époustouflante ». Dans le quotidien gratuit 20 Minutes, Caroline Vié juge le film « aussi puissant qu'original ». Dans Première, Christophe Narbonne salue « l'ampleur et l'ambition » du film par rapport aux précédents qui avaient abordé le sujet, et le juge « incroyablement expressif et poétique ». Il apprécie le fait que le film montre l'éveil des consciences des tirailleurs sénégalais confrontés pour la première fois au monde occidental. Dans Africultures, Olivier Barlet estime que le travail d'animation sert l'inversion du regard que propose le film sur l'Africain et appelle « à nous identifier à tous les tirailleurs, à la fois dans leur engagement et leurs contradictions, voire à tous ceux qui osent franchir les frontières ».
Certaines critiques apprécient le sujet et le propos du film, tout en regrettant le peu de profondeur de son personnage principal, voire en se montrant moins convaincus par les techniques d'animation utilisées. Dans le quotidien gratuit Métro, Mehdi Omaïs estime que le film « mérite clairement le détour » grâce à son sujet fort en hommage aux tirailleurs sénégalais, mais que « [le] héros manque d’épaisseur, tout comme certains personnages secondaires, et que l’écriture pêche ponctuellement ». Il conclut cependant que le film demeure « un conte universel probant, situé au carrefour de multiples influences culturelles » qui reste « joli, instructif et touchant ». Dans l'hebdomadaire culturel Télérama, Cécile Mury estime que le film « à force de vouloir trop en dire (...) ne fait qu'effleurer ses sujets », et que les émotions et les personnages manquent de relief en dépit de la « 3D luxueuse ». Elle reste cependant convaincue par « les décors d'une splendeur crépusculaire ». Dans Studio Ciné Live, Véronique Trouillet trouve que le film « fleure bon la spiritualité, mais souffre d'un personnage trop froid et de techniques d'animation laissant dubitatif ». Dans Le Journal du dimanche, Alexis Campion parle de « laideur » qui « fige les visages et l’action » et « [plombe] le film », mais apprécie les paysages et la bande originale « joliment chamarrés ».

### Box-office
Adama sort dans les salles en France le 21 octobre 2015. Il est projeté dans 160 salles. Le film peine à trouver son public en France. Un article de presse paru en juin 2016 donne le chiffre de 65 000 entrées pour la carrière du film en salles, ce qui équivaut à un échec au box-office, derrière les autres films d'animation français en deux dimensions sortis à l'hiver 2015-2016 : Dofus, livre 1 : Julith (84 000 entrées), Avril et le monde truqué (117 000 entrées), Phantom Boy (151 000 entrées) et Tout en haut du monde (200 000 entrées), ainsi que deux films à succès pour ceux en trois dimensions, Mune : Le Gardien de la Lune (529 000 entrées) et Le Petit Prince (1 933 690 entrées). Outre la question de la qualité du film, plusieurs facteurs généraux ont été invoqués par les producteurs d'animation français pour expliquer cet échec : la concurrence forte comptant notamment trois autres films d'animation français sortis pendant les vacances de la Toussaint en 2015 ; la faible durée de vie en salles des films d'animation pour la jeunesse, qui sont vite retirés ou programmés sur trois jours ; l'affaiblissement du circuit des salles d'art et d'essais où ces films font l'essentiel de leurs entrées ; l'agressivité extrême de la promotion des films américains dont le budget publicitaire a été en moyenne 3,7 fois plus élevé que celui d'un film français en 2015 ; le positionnement parfois difficile des films d'animation français, plus originaux car partant d'une idée d'auteur, mais ne correspondant de ce fait pas nécessairement à des « publics-cibles » tels que le marketing les prédétermine.
Sa première diffusion sur une chaîne gratuite a lieu le 1er novembre 2018 sur France 4 à vingt-et-une heures. Il est visionné par 226 000 spectateurs.

## Distinctions
Adama, encore à l'état de projet environ à mi-chemin de la production, remporte au Festival international du film d'animation d'Annecy 2014 le prix de la Fondation Gan pour la distribution pour un projet en cours (Gan Foundation Aid for Distribution for a Work in Progress Award). 
Au festival d'Annecy 2015, Adama fait partie des finalistes pour le Cristal du long-métrage récompensant le meilleur film (le prix est finalement remporté par Avril et le monde truqué).

## Bande originale

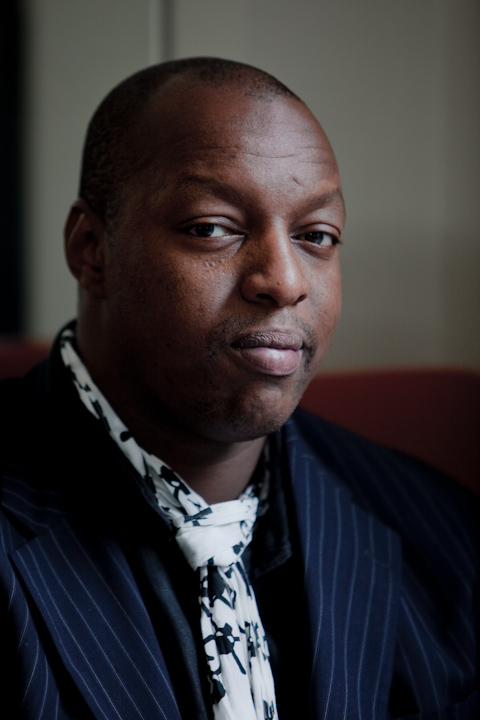
Oxmo Puccino en 2009.

La bande originale d’Adama est composée par Pablo Pico, qui avait auparavant composé plusieurs bandes originales pour des courts métrages d'animation.

## Édition en vidéo
Adama est édité en DVD en France en juin 2016 par France TV Distribution. Le DVD inclut une version en audiodescription pour aveugles et malvoyants et des sous-titres pour sourds et malentendants. Parmi les bonus figurent un making of et le clip de la chanson Au-delà des falaises interprétée par Oxmo Puccino.